# Hannes Ludyga
Hannes Ludyga (* in München) ist ein deutscher Rechtswissenschaftler.

## Leben
Nach der Promotion an der LMU München 2006/2007 und Habilitation ebenda 2009 wurde er Professor für Bürgerliches Recht, Immaterialgüterrecht, Deutsche und Europäische Rechtsgeschichte an der Universität des Saarlandes.

## Schriften (Auswahl)
- Philipp Auerbach (1906–1952). „Staatskommisar für rassisch, religiös und politisch Verfolgte“. Berlin 2005, ISBN 3-8305-1096-9.
- Die Rechtsstellung der Juden in Bayern von 1819 bis 1918. Studie im Spiegel der Verhandlungen der Kammer der Abgeordneten des bayerischen Landtags. Berlin 2007, ISBN 3-8305-1417-4.
- Inhaltskontrolle von Pflichtteilsverzichtsverträgen. Bonn 2008, ISBN 978-3-935079-89-1.
- Obrigkeitliche Armenfürsorge im deutschen Reich vom Beginn der Frühen Neuzeit bis zum Ende des Dreißigjährigen Krieges (1495–1648). Berlin 2010, ISBN 978-3-428-13385-7.